# Kapok (włókno)

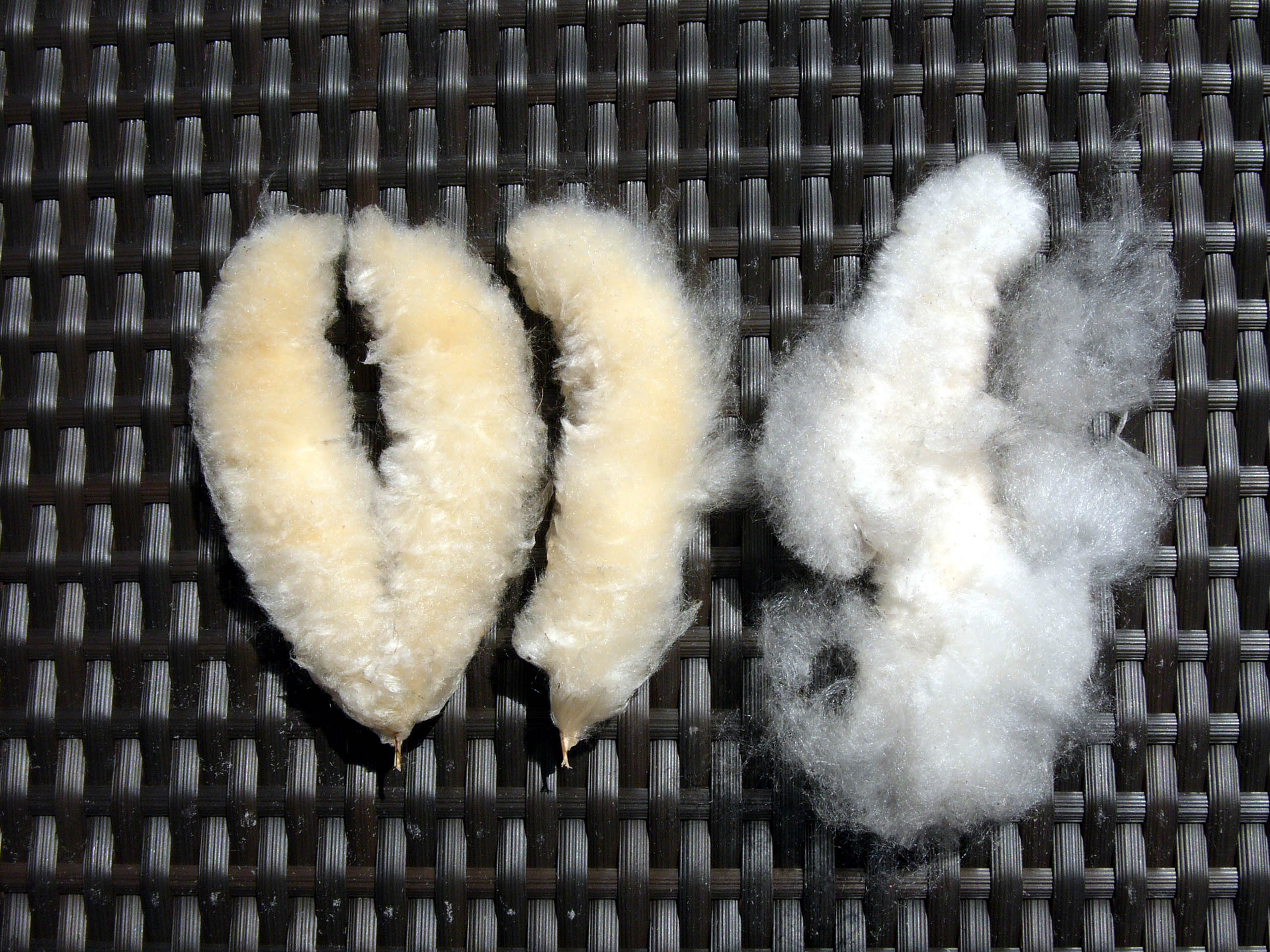

Kapok – [KP] (symbol włókna zgodnie z PN-P-01703) nazwa łatwo łamiących się, nieprzędnych włókien nasiennych (w formie puchu) o długości do 35 mm, otrzymywanych z różnych gatunków drzew z podrodziny wełniakowatych, głównie z puchowca pięciopręcikowego (Ceiba pentandra) nazywanego drzewem kapokowym, uprawianego w Indonezji oraz Bombax malabarica rosnącego w Indiach.  Kapoku dostarczają też nasiona mleczary.
Włókna pozyskuje się ze strąków nasion. Same nasiona używane są do wytwarzania oleju wykorzystywanego przy produkcji mydła. 
Kapok ze względu na swoją lekkość i nieprzemakalność (utrzymuje w wodzie ciężar trzydziestokrotnie przekraczający jego ciężar własny) stosowany był w przeszłości do wypełniania pływaków w kamizelkach ratunkowych (skąd też wzięła się ich popularna nazwa). Ponadto używany jest do produkcji gazy higroskopijnej, materiałów izolacyjnych i w tapicerstwie. Wypełnia się nim poduszki i materace. Jest łatwopalny. Znaczenie gospodarcze kapoku zmalało po wprowadzeniu gumy piankowej oraz tworzyw i włókien sztucznych.